# Veteranerna
För andra betydelser, se Veteran.
Veteranerna (The Veterans) var en svensk akrobatgrupp som grundades 1958 och var verksam till 1989.

## Historik
Gruppen slog igenom då de uppträdde på Råsundastadion vid fotbolls-VM 1958. De uppträdde ofta i TV och i filmer som dåtidens stuntmen och blev populära även internationellt. Från starten 1958 bestod gruppen av cirka 14 personer/gymnaster från gymnastikföreningen UK Kransen, en av dåtidens främsta gymnastikföreningar i Sverige. Tongivande i början var föreningens ledare Lars Hildeberg, samt Johny Lindén som var äldst av alla grabbarna.
Från 1961 då gruppen strukturerade sig och blev 10 stycken, fick gruppen ett synnerligen viktigt genombrott på Folkparkernas Artistforum i Linköping. Leif Olsson var då den som kreativt ansvarade för reklam, publicitetsmaterial och kontakten med agenter med mera, Leif var den i gruppen som bäst kunde hantera engelska, franska och tyska och var därmed också självklar som gruppens internationelle talesman och förhandlare med alla agenter som nu gjorde sig hörda. Tommy Rejdemo och från cirka 1964–1984 ansvarade Alf Högberg för Veteranernas ekonomi med mera. Tommy Klatzkow ansvarade för publicitet och marknadsföring cirka 1960–1989. När gruppen blev proffs på heltid 1966 och rekonstruerade sig till 7 medlemmar fortsatte Leif Olsson, Alf Högberg och Tommy Klatzkow med sina sysslor och Tommy Rejdemo som musikansvarig. 1972 slutade Lars Stödberg och Rejdemo och gruppen blev 5 personer, fortfarande med samma ansvarsfördelning plus att Klatzkow tog över Rejdemos tidigare ansvar för musiken.
1975 i december fick Olssom allvarliga medicinska problem och var tyvärr tvungen att sluta. Gruppen rekonstruerade sig nu till endast 4 medlemmar som i sig var ett konststycke och Klatzkow tog över mycket av Olssons ansvarsområden tillsammans med Högberg. Lindén slutade 1983, Högberg 1984 och Olle Gustafsson 1986, under resterande period till avvecklingen 1989 var Klatzkow ensam kvar som originalmedlem (tre nya medlemmar kom till, bland andra Olle Gustafssons son Matz (Gustafsson) Leckremo i sin pappas roll) och ansvarade själv för merparten av verksamheten inkluderat som siste originalmedlem "ägde" också Klatzkow ensam gruppen/företaget. 
Signifikativt för Veteranerna redan från starten 1958 oavsett roller och ansvarsområden, var att alla originalmedlemmar ytterst hade samma ansvar och beslut fungerade alltid genom demokratiska beslut och eller röstning. Få utomstående kunde påverka verksamheten, därmed tog Veteranernas medlemmar själva ansvar för business, ekonomi, koreografi, publicitet, marknadsföring, kreativitet, koreografi, musikval och arrangemang, kostymidéer och turnéarrangemang som resor med mera. Under en period om cirka ett år då Olle Gustafsson av personliga skäl tog en paus från uppträdandet var Leif Olsson den som fick axla det komiska ansvaret, men ytterst var det alltid runtomkring Olle som gruppen byggde upp komiken och han som var gruppens absoluta komiska talang.

## Medverkan i TV-program
TV-program i Sverige där gruppen medverkade var bland annat Stora Famnen, Hylands hörna, Röda fjädern (alla med Lennart Hyland), Småstad med Torbjörn Jonsson, Regnbågen med Magnus Härenstam samt Levande livet med Efva Attling och Maria-Pia Boëthius. Veteranerna medverkade tre gånger på The Ed Sullivan Show (1966, 1968 och 1970 i New York). Veteranerna var också Sveriges TV-bidrag till Montreux-festivalen 1976 i en nordisk samproduktion inspelad i huvudsak i Las Vegas. Merw Griffin TV show på Caesar Palace 1976. Billy Smarts TV Show i London 1966 som också blev BBC:s första färg-TV-sändning. Veteranerna spelade in cirka 100 live-TV-shower i 18 länder under karriären.

## Shower
Veteranerna blev snabbt en av världens mest eftertraktade varieté-artist-grupper, en position som gruppen höll i över 20 år. Veteranerna hade bland annat stora framgångar i Las Vegas, där gruppen uppträdde under långa perioder på bland annat Tropicana Hotel, Flamingo Hilton och inte minst på Caesars Palace tillsammans med Frank Sinatra. 1977–1982 uppträdde Veteranerna i Bahamas med Tibor Rudas, dels i Nassau på Paradise Island och i Freeport New Providence. 1970, samt 1974 var Veteranerna i Puerto Rico på Americana Hotel i Isla Verde, San Juan. 1972-1973 i Miami på Americana Hotel i Bal Harbour. 1973–1974 var gruppen engagerad i Barcelona på Scala Melia under 11 månader. I slutet av 1974 turnerade gruppen med Frank Sinatra i USA och man besökte bland annat Lake Tahoe, Las Vegas, Boston, New York (Madison Square Garden), Pittsburgh och Philadelphia. 1967 turnerade Veteranerna i Japan, ett 40-tal städer hann man besöka på turnén. London Palladium 1968–1969, Olympia i Paris 1963, 1969 och 1975. 1975 var gruppen också engagerad i Madrid på Scala Melia Castilla under ca 4 månader. Flamingo Hilton, Las Vegas 1976, Sverigeturné med Cirkus Scott 1973 och 1984. Veteranernas sista utlandsframträdanden var i en show på en nystartad nattklubb i Haifa, Israel 1989.
Internationellt har Veteranerna bland annat uppträtt tillsammans med Frank Sinatra, Tom Jones, Liza Minnelli, Ginger Rogers, Sammy Davis, Jr, Siegfried & Roy, Elton John, Ray Charles och Jacques Tati. Paul Young, Woody Herman, Buddy Rich, Herb Alpert, Gina Lollobrigida, Johnny Hallyday, Sylvie Vartan, Mireille Mathieu, Olivia Newton-John, Rolf Harris, Cilla Black, Jimmy Tarbuck och många fler.
I Sverige har de uppträtt med Lill-Babs, Lill Lindfors, Siw Malmkvist, Sven-Ingvars, Thore Skogman, Carl-Gustaf Lindstedt, Janne ”Loffe” Carlsson, Hagge Geigert, Stellan Sundahl och Gunnar Bernstrup, Vikingarna, Arne Källerud, Gösta Krantz, Laila Westersund, Bosse Parnevik, Anita Lindblom, Rolf Björling, Johnny Lonn, Uno ”Myggan” Ericson, Charlie Norman, Putte Wickman, Roffe Berg, Sven "Tumba" Johansson, Simon Brehm, Little Gerhard och många fler.

## Filmer
Veteranerna medverkade i 
- Tre dar i buren, 1963
- Wild West Story, 1964
- Trettio pinnar muck, 1966
- Parade, 1974

## Originalmedlemmar och deras år med gruppen
- Björn Stomberg 1958–1966
- Lars Angermund 1958–1966
- Leif Malmgren 1958–1966
- Tommy Klatzkow 1958–1989
- Olle Gustafsson 1958–1986
- Alf Högberg 1958–1984
- Johny Linden 1958–1983
- Leif Olsson 1958–1975
- Lars Stödberg 1958–1972
- Tommy Rejdemo 1958–1972
- Ulf Grane 1983–1983 (ersatte Johny Linden)
- Leif Norrström 1983–1989 (ersatte Ulf Grane)
- Joakim Hjalmarsson 1986–1989 (ersatte Alf Högberg)
- Matz Leckremo 1986–1989 (ersatte sin pappa Olle Gustafsson)
- Staffan Söderberg 1987–1989 (ersatte Tommy Klatzkow)